# گونه حلقه‌ای

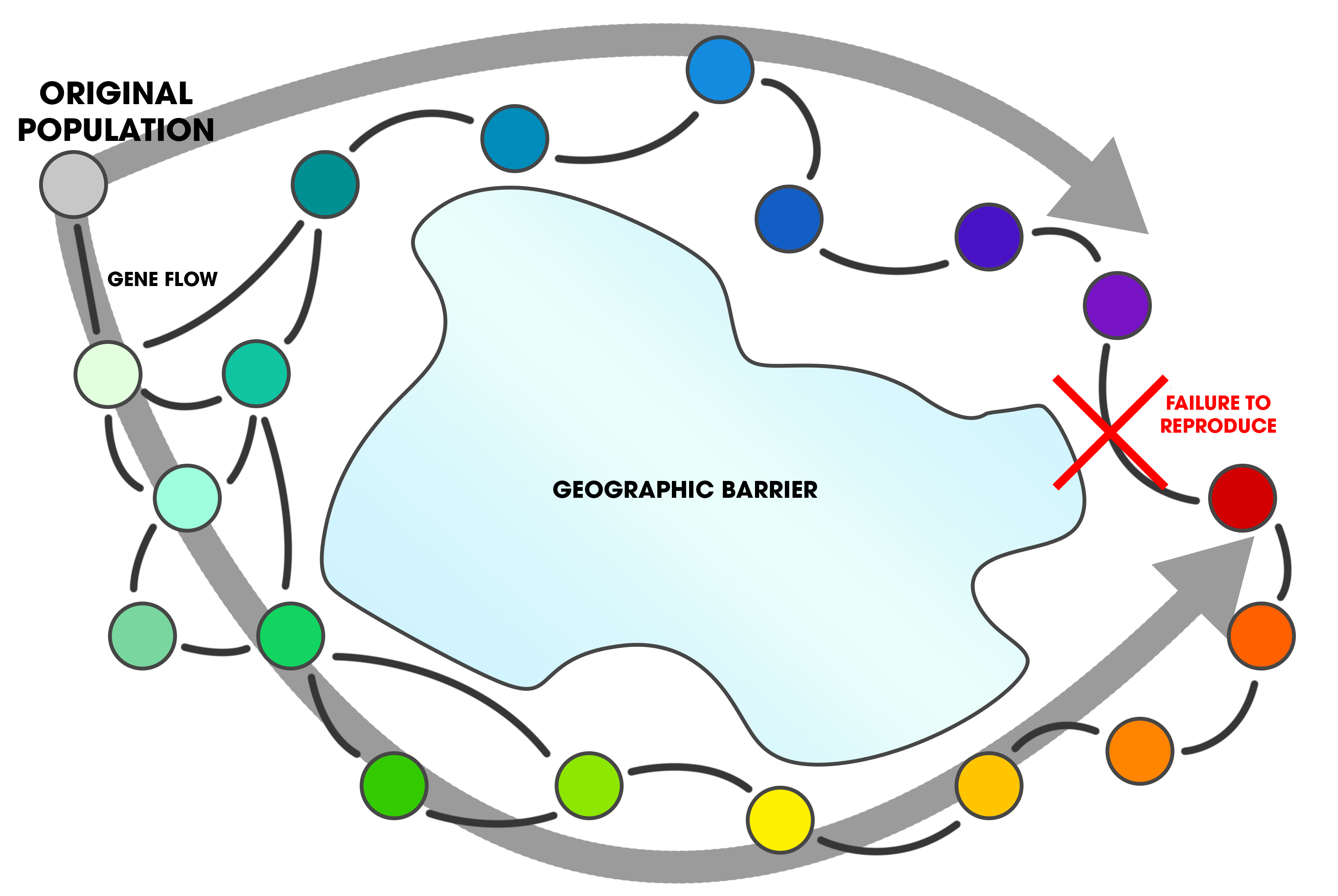
در گونه‌های حلقه‌ای، جریان ژنی بین جمعیت‌های همسایه یک گونه رخ می‌دهد، اما در انتهای حلقه، جمعیت‌ها با هم برخورد نمی‌کنند.

نوارهای رنگی جمعیت‌های طبیعی (رنگ‌ها) را نشان می‌دهند که در امتداد یک کلاین متفاوت هستند. چنین تغییرهایی ممکن است در یک خط (مثلاً در شیب کلاین) مانند A رخ دهد، یا ممکن است مانند B در اطراف بپیچد. در جایی که قله به اطراف خم می‌شود، جمعیت‌های کنارهم در روی کلاین می‌توانند با هم برخورد کنند، اما در نقطه‌ای که ابتدا دوباره به پایان می‌رسد، مانند C، تفاوت‌های امتداد این کلاین از آمیختگی جلوگیری می‌کند (فاصله بین صورتی و سبز). سپس به آن جمعیت‌های دورگه حلقه‌ای می‌گویند.

در زیست‌شناسی، یک گونه حلقه‌ای (به انگلیسی: Ring species) مجموعه‌ای از جمعیت‌های همسایه است که هر کدام با جمعیت‌های نزدیک با هم آمیخته می‌شوند، اما برای آن‌ها حداقل دو جمعیت «پایانی» در این سری وجود دارد که بسیار دور از هم با زادآوری دارند. یک جریان ژنی بالقوه بین هر جمعیت «پیوند» است. چنین جمعیت‌های "پایانی" غیرتباری، اگرچه از نظر ژنتیکی مرتبط هستند، ممکن است در همان منطقه (همجایی) وجود داشته باشند، بنابراین یک "حلقه" بسته می‌شود. اصطلاح آلمانی Rassenkreis به معنای دایره‌ای از نژادها نیز به کار می‌رود.

کاکایی‌ها در حلقه‌ای پیرامون قطب شمال آمیخته می‌شوند. 1: L. fuscus ، ۲: جمعیت سیبری L. fuscus ، 3: L. heuglini ، 4: L. vegae birulai ، 5: L. vegae ، 6: L. smithsonianus، 7: L. argentatus
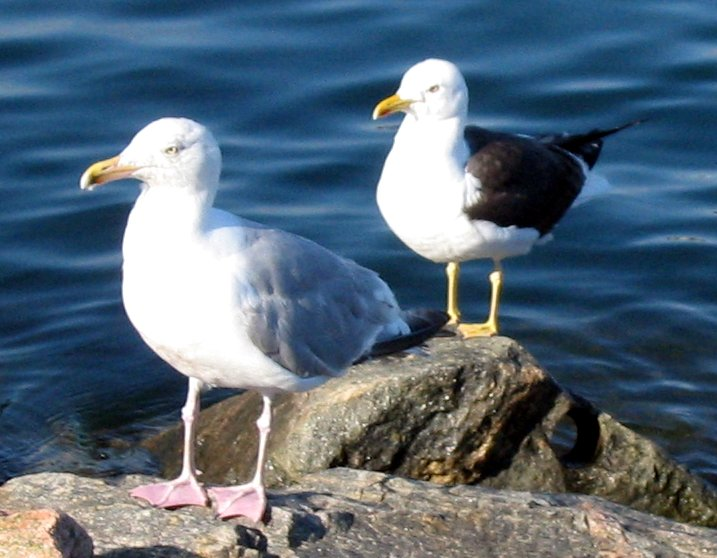
کاکایی شاه‌ماهی ( Larus argentatus ) (جلو) و کاکایی پشت‌سیاه کوچک ( Larus fuscus ) (پشت) در نروژ: دو فنوتیپ با تفاوت‌های واضح

## نگارخانه

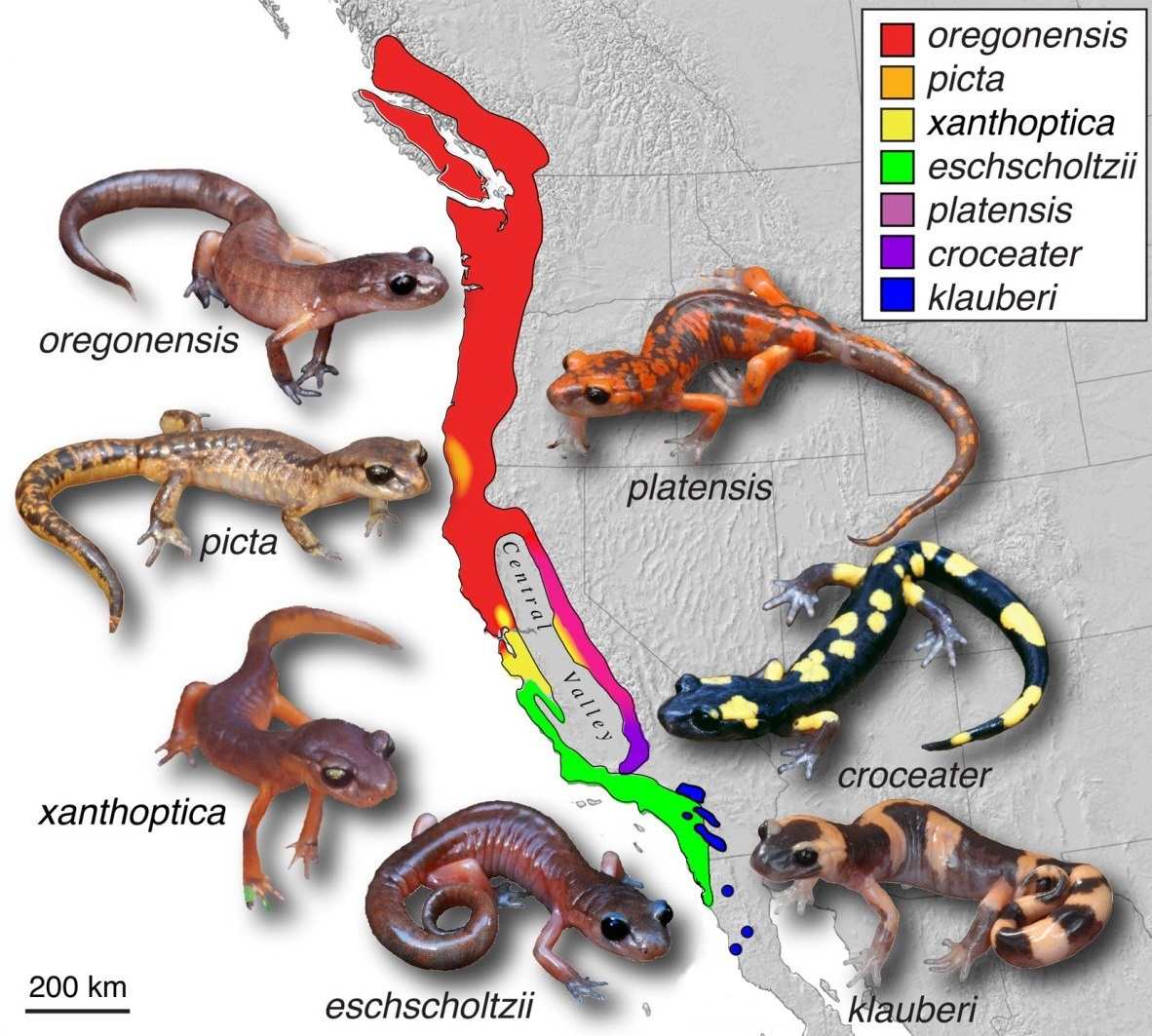
سمندر کاجستان نمونه‌ای از گونه‌های حلقه‌ای
تکامل فرضی و گسترش سسک سبز زیتونی. توجه: P.t. nitidus در کوه‌های قفقاز نشان داده نشده‌است.